# Levi Sjöstrand
Levi Valdemar Sjöstrand, född 22 juli 1920 i Larsmo, död 16 november 1994 i Pedersöre, var en finlandssvensk författare.
Sjöstrand var son till fiskaren Anders Sjöstrand och Selma Maria Bosund. I tidig ålder drabbades han av en muskelsjukdom och blev rullstolsburen. Han genomgick NKI-skolans kurs i svenska 1943-1944 och arbetade som fiskredskapsarbetare fram till 1958 då han blev författare. Han skrev noveller, tidningsartiklar och radiokåserier. Han erhöll Längmanska kulturfondens pris 1966 och Norrländska litteratursällskapets jubileumsstipendiat 1978.

## Verk i urval
- Sjöstrand, Levi (1958). Arvet. Helsingfors: Schildt. Libris 883437
- Sjöstrand, Levi (1960). Oro. Helsingfors: Schildt. Libris 883444
- Sjöstrand, Levi (1965). Hård kust. Helsingfors: Schildt. Libris 883440
- Sjöstrand, Levi (1968). Brytningstid. Helsingfors: Schildt. Libris 883438
- Sjöstrand, Levi (1971). Kustbor. Helsingfors: Schildt. Libris 883443
- Sjöstrand, Levi (1973). Utlämnad: noveller. Helsingfors: Schildt. Libris 7844408. ISBN 951-50-0042-4
- Sjöstrand, Levi (1976). Nyårsafton: det här är en berättelse om två människor utan ansikten utan ålder där läsaren får forma deras yttre gestaltning i sin egen overklighetsvärld. Helsingfors: Schildt. Libris 7844462. ISBN 951-50-0124-2